# Pimelodus mysteriosus
Pimelodus mysteriosus és una espècie de peix de la família dels pimelòdids i de l'ordre dels siluriformes. Els mascles poden assolir els 14,3 cm de llargària total. Es troba a Sud-amèrica: conca del riu Paranà.